# Кутура (Катанцаро)
Кутура је насеље у Италији у округу Катанцаро, региону Калабрија.
Према процени из 2011. у насељу је живело 17 становника. Насеље се налази на надморској висини од 1271 м.